# Men (božanstvo)
Men (starogrško Μήν, latinizirano: Mēn, dob. 'mesec, Luna', domnevno pod vplivom avestijskega måŋha) je bil lunarni bog, ki so ga častili v zahodnih notranjih delih Anatolije. Izpričan je v različnih lokalnih različicah, kot je Men Askenos v Antiohiji v Pizidiji ali Men Farnaku v Ameriji v Pontskem kraljestvu. 
Men je bil verjetno frigijsko božanstvo, povezano z lokalnim potomcem heto-luvijskega luninega boga Arma. Pogosto se ga povezuje s perzijskimi božanstvi, zlasti z boginjo Anahito. V njegovi ikonografiji prevladuje lunarna simbolika. Bog je običajno prikazan z rogovi v obliki polmeseca, ki rastejo izza njegovih ramen, in opisan kot bog, ki predseduje (luninim) mesecem helenističnega koledarja. Strabon opisuje Mena kot lokalnega boga Frigijcev. Na Mena bi lahko  vplivalo tudi zaratustrsko lunarno božanstvo Mah.

## Men Farnak
V Pontskem kraljestvu je bilo v Ameriji  blizu Kabire tempeljsko posestvo, posvečeno Menu Farnaku in Seleni (Strabon 12.3.31). Tempelj je verjetno ustanovil Farnak I. v 2. stoletju pr. n. št., očitno zato, da bi uravnotežil vpliv lunine boginje Ma iz Komane. Kult Mena Farnaka v Pontu se je začel odražati tudi v motivu zvezde in polmeseca na pontskih kovancih tistega časa.

## Men Asken
Podobno tempeljsko posestvo, posvečeno Menu Askenu, je bilo v  Pizidiji. Njegovo prvo središče je bilo v okolici Anaburne. Ko so Selevkidi okoli leta 280 pr. n. št. v bližini Anaburne ustanovili mesto Pizidska Antiohija, se je središče preselilo v Antiohijo. Tempeljsko posestvo/svetišče ([ἱερόs] Napaka: {{Jezik-xx}}: transliteration text not Latin script (pos $1) (pomoč)) je bila teokratična monarhija, ki ji je vladal "duhovnik duhovnikov". Njegov položaj je bil deden.  Po Strabonu je ta "tempeljska država", v kateri je vladal kult Mena Askena, obstajala do leta 25 pr. n. št., ko je postala rimska kolonija Cezareja Avgusta. V kolonijo so naselili predvsem veterane iz V. legije Alaudae in VII. legije Gemina.
Taşlıalan (1988) je v študiji o Pizidski Antiohiji pripomnil, da so ljudje, ki so se v grški kolonialni dobi naselili na akropoli, kult Mena Askena kot kult Patriosa Teosa prenesli na svojo okolico. Na mestu, kjer je stal avgustej, še obstaja nekaj znakov  tega nekdanjega kulta, vklesanih v bližnjih skalnih stenah.

## Rimski Men
Avtohtonega anatolskega Mena je treba razlikovati od njegovega sprejema kot "frigijskega boga" v rimskem cesarskem obdobju. V Rimskem cesarstvu je bil Men upodobljen s frigijsko kapo in prepasano tuniko. V verskih umetninah so ga lahko spremljali biki in levi. Rimska ikonografija Mena delno spominja na ikonografijo Mitre, ki prav tako nosi frigijsko kapo in je običajno upodobljen z bikom ter simboloma Sonca in Lune. 
Historia Augusta pravi, da je rimski cesar Karakala (vladal 198–217) v Karhah častil boga Luna (latinsko Lunus), ki je bil moška različica Lune. V istem viru je zapisano tudi lokalno mnenje, da bodo moški, ki verjamejo, da je božanstvo Lune ženska, vedno podrejeni ženskam, medtem ko bodo moški, ki verjamejo, da je božanstvo moški, dominiral nad svojo ženo. David Magie nakazuje, da je Karakala dejansko obiskal tempelj Sina, mezopotamskega boga Lune.
V poznejših časih so Mena morda istovetili tudi z Atisom iz Frigije in Sabazijem iz Trakije. 

## Vir
- Guy Labarre, "Les origines et la diffusion du culte de Men". In: Bru, Hadrien, François Kirbihler and Stéphane Lebreton (edd.). L’Asie mineure dans l’Antiquité: Échanges, populations et territoires. Rennes: Presses Universitaires des Rennes, 2009. str. 389–414.